# 計量所 (アムステルダム)

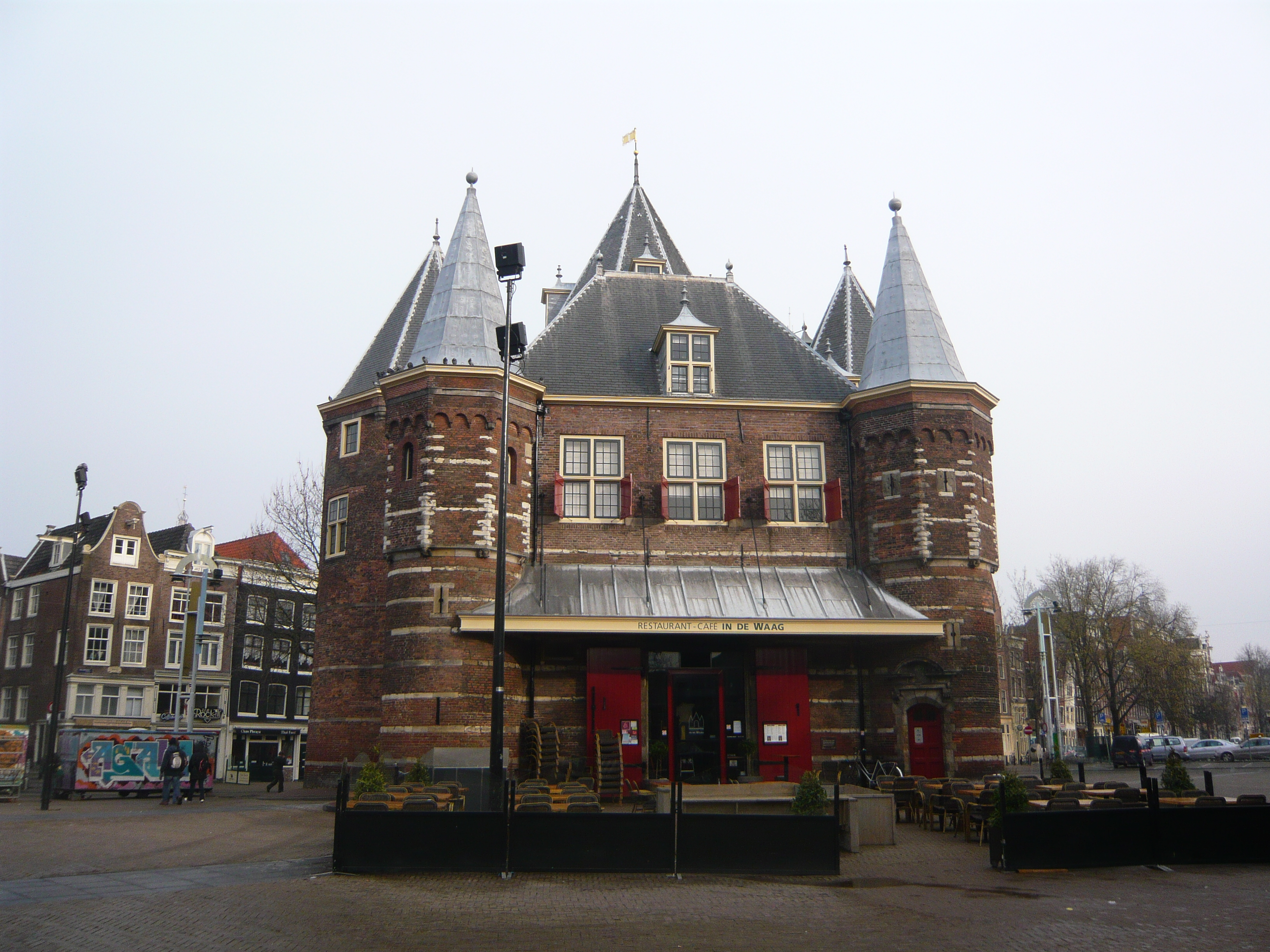
計量所

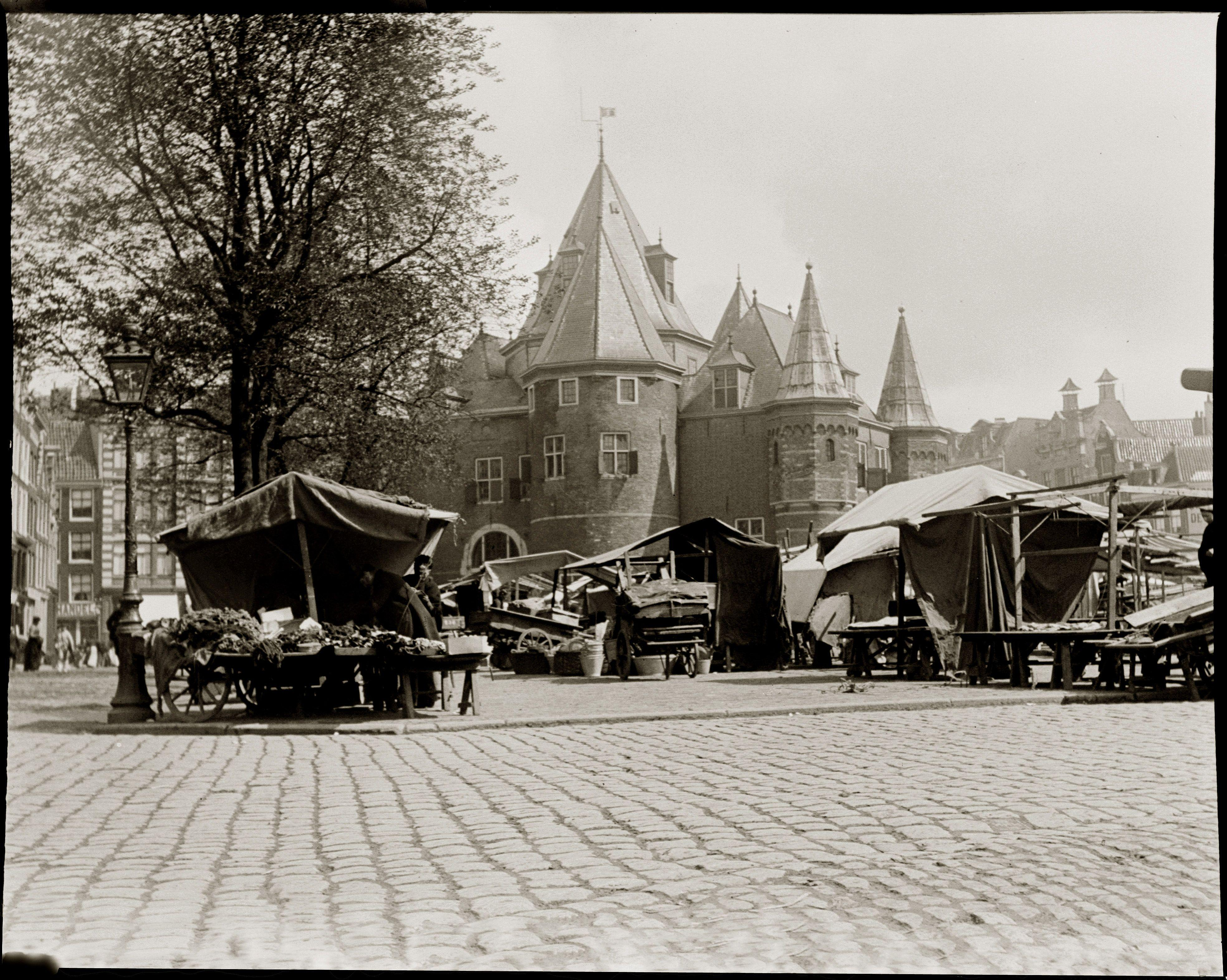
1902年当時の計量所前広場での市場風景

計量所（けいりょうじょ、Waag）は、オランダのアムステルダムにある建物である。元々は聖アントニウス門（St.Antoniespoort）という。
ニーウマルクト広場の中心にあるこの建物は1488年に造られたアムステルダムの城壁のひとつで、17世紀に入り建物前の広場で行われる市場の計量所として1階が利用される様になった。当時2階はギルドとして使われていて、外科組合の解剖学の講義などが行われ画家達を招き絵を描かせていた。その様子を描いたレンブラント・ファン・レインの『テュルプ博士の解剖学講義』（1632年）は、彼の出世作として有名である。
文化財建造物でありながら、現在1階はカフェになっている。
座標: 北緯52度22分22秒 東経4度54分01秒 / 北緯52.37278度 東経4.90028度